# Liga a IV-a Maramureș
Liga a IV-a Maramureș este principala competiție fotbalistică din județul Maramureș, organizată de Asociația Județeană de Fotbal (AJF) Maramureș, situată în al patrulea eșalon al sistemului de ligi al fotbalului românesc.
Competiția este disputată de un număr variabil de echipe, în funcție de numărul echipelor retrogradate din Liga a III-a, al celor promovate din Liga a V-a Maramureș, precum și al echipelor care se retrag sau se înscriu în competiție. Campioana poate sau nu să promoveze în Liga a III-a, în funcție de rezultatul barajului de promovare disputat împotriva campioanei dintr-o serie județeană vecină.

## Istoric
În 1968, în urma noii reorganizări administrative și teritoriale a țării, fiecare județ a înființat propriul campionat de fotbal, integrând echipele din fostele campionate regionale, precum și echipele care evoluau anterior în competițiile orășenești și raionale. Proaspăt înființatul Campionat Județean Maramureș a fost pus sub autoritatea nou-înființatului Consiliu Județean pentru Educație Fizică și Sport (CJEFS) Maramureș.
De atunci, structura și organizarea Ligii a IV-a Maramureș, la fel ca în cazul multor alte campionate județene, au suferit numeroase schimbări. Între 1968 și 1992, principala competiție județeană a fost cunoscută sub numele de Campionatul Județean. Între 1992 și 1997, a fost redenumită Divizia C – Faza Județeană, apoi Divizia D, începând cu anul 1997, iar din 2006 este cunoscută ca Liga a IV-a.

## Lista campioanelor

### Campionatul Regional Maramureș
| Ed.                            | Sezon                          | Campioană                      |
| Campionatul Regional Baia Mare | Campionatul Regional Baia Mare | Campionatul Regional Baia Mare |
| ------------------------------ | ------------------------------ | ------------------------------ |
| 1                              | 1951                           | Metalul Satu Mare              |
| 2                              | 1952                           | Avântul Sighetu Marmației      |
| 3                              | 1953                           | Avântul Sighetu Marmației      |
| 4                              | 1954                           | Metalul Satu Mare              |
| 5                              | 1955                           |                                |
| 6                              | 1956                           | Dinamo Baia Mare               |
| 7                              | 1957–58                        | Stăruința Satu Mare            |
| 8                              | 1958–59                        |                                |
| 9                              | 1959–60                        | Dinamo Săsar                   |
| Campionatul Regional Maramureș |                                |                                |
| 10                             | 1960–61                        | Voința Satu Mare               |
| 11                             | 1961–62                        | Minerul Baia Sprie             |
| 12                             | 1962–63                        | Minerul Baia Sprie             |
| 13                             | 1963–64                        | Foresta Sighetu Marmației      |
| 14                             | 1964–65                        | Unio Satu Mare                 |
| 15                             | 1965–66                        | Topitorul Baia Mare            |
| 16                             | 1966–67                        | Unio Satu Mare                 |
| 17                             | 1967–68                        | Topitorul Baia Mare            |

### Campionatul Județean Maramureș
| Ed.                  | Sezon                | Campioană             |
| Campionatul Județean | Campionatul Județean | Campionatul Județean  |
| -------------------- | -------------------- | --------------------- |
| 1                    | 1968–69              | Chimistul Baia Mare   |
| 2                    | 1969–70              | Minerul Baia Sprie    |
| 3                    | 1970–71              | Minerul Cavnic        |
| 4                    | 1971–72              | Minerul Baia Borșa    |
| 5                    | 1972–73              | Gloria Baia Mare      |
| 6                    | 1973–74              | Minerul Băiuț         |
| 7                    | 1974–75              | Lăpușul Târgu Lăpuș   |
| 8                    | 1975–76              | Lăpușul Târgu Lăpuș   |
| 9                    | 1976–77              | Minerul Ilba-Seini    |
| 10                   | 1977–78              | Minerul Baia Borșa    |
| 11                   | 1978–79              | Simared Baia Mare     |
| 12                   | 1979–80              | Minerul Baia Borșa    |
| 13                   | 1980–81              | Bradul Vișeu          |
| 14                   | 1981–82              | IS Sighetu Marmației  |
| 15                   | 1982–83              | Simared Baia Mare     |
| 16                   | 1983–84              | IS Sighetu Marmației  |
| 17                   | 1984–85              | Recolta Rozavlea      |
| 18                   | 1985–86              | Minerul Baia Borșa    |
| 19                   | 1986–87              | Cuprom Baia Mare      |
| 20                   | 1987–88              | Bradul Vișeu          |
| 21                   | 1988–89              | Voința Târgu Lăpuș    |
| 22                   | 1989–90              | Unirea Seini          |
| 23                   | 1990–91              | Minerul Băiuț         |
| 24                   | 1991–92              | Viitorul Ocna Șugatag |

| Ed.                        | Sezon                      | Campioană                     |
| Divizia C – Faza Județeană | Divizia C – Faza Județeană | Divizia C – Faza Județeană    |
| -------------------------- | -------------------------- | ----------------------------- |
| 25                         | 1992–93                    | Avântul Bârsana               |
| 26                         | 1993–94                    | Viitorul Darcadia Coltău      |
| 27                         | 1994–95                    | Minerul Borșa                 |
| 28                         | 1995–96                    | Minerul Baia Sprie            |
| 29                         | 1996–97                    | Progresul Șomcuta Mare        |
| Divizia D                  |                            |                               |
| 30                         | 1997–98                    | Progresul Șomcuta Mare        |
| 31                         | 1998–99                    | Progresul Șomcuta Mare        |
| 32                         | 1999–00                    | Lăpușul Târgu Lăpuș           |
| 33                         | 2000–01                    | Marmația Sighetu Marmației    |
| 34                         | 2001–02                    | Plastunion Satulung           |
| 35                         | 2002–03                    | Gloria Renel Baia Mare        |
| 36                         | 2003–04                    | FC Suciu de Sus               |
| 37                         | 2004–05                    | Marmația Sighetu Marmației    |
| 38                         | 2005–06                    | Marmația Sighetu Marmației II |
| Liga a IV-a                |                            |                               |
| 39                         | 2006–07                    | Marmația Sighetu Marmației    |
| 40                         | 2007–08                    | Spicul Mocira                 |
| 41                         | 2008–09                    | Someșul Ulmeni                |
| 42                         | 2009–10                    | Spicul Mocira                 |
| 43                         | 2010–11                    | Marmația Sighetu Marmației    |
| 44                         | 2011–12                    | Plimob Sighetu Marmației      |
| 45                         | 2012–13                    | FCM Baia Mare                 |
| 46                         | 2013–14                    | CSM Sighetu Marmației         |

| Ed. | Sezon   | Campioană              |
| --- | ------- | ---------------------- |
| 47  | 2014–15 | Comuna Recea           |
| 48  | 2015–16 | Viitorul Ulmeni        |
| 49  | 2016–17 | Lăpușul Târgu Lăpuș    |
| 50  | 2017–18 | Minaur Baia Mare       |
| 51  | 2018–19 | Viitorul Ulmeni        |
| 52  | 2019–20 | Progresul Șomcuta Mare |
| 53  | 2020–21 | CSM Sighetu Marmației  |
| 54  | 2021–22 | CSM Sighetu Marmației  |
| 55  | 2022–23 | Academica Recea        |
| 56  | 2023–24 | Academica Recea        |
| 57  | 2024–25 | Academica Recea        |

## Palmares
Campionatul Județean Maramureș
| Club                     | Titluri | Sezoane căștigătoare                                          |
| ------------------------ | ------- | ------------------------------------------------------------- |
| CSM Sighetu Marmației    | 7       | 2000–01, 2004–05, 2006–07, 2010–11, 2013–14, 2020–21, 2021–22 |
| Minerul Borșa            | 5       | 1971–72, 1977–78, 1979–80, 1985–86, 1994–95                   |
| Lăpușul Târgu Lăpuș      | 5       | 1974–75, 1975–76, 1988–89, 1999–2000, 2016–17                 |
| Progresul Șoncuta Mare   | 4       | 1996–97, 1997–98, 1998–99, 2019–20                            |
| Academica Recea          | 4       | 2014–15, 2022–23, 2023–24, 2024–25                            |
| Viitorul Ulmeni          | 3       | 2008–09, 2015–16, 2018–19                                     |
| Simared Baia Mare        | 2       | 1978–79, 1982–83                                              |
| IS Sighetu Marmației     | 2       | 1981–82, 1983–84                                              |
| Bradul Vișeu             | 2       | 1980–81, 1987–88                                              |
| Unirea Seini             | 2       | 1976–77, 1989–90                                              |
| Minerul Băiuț            | 2       | 1973–74, 1990–91                                              |
| Minerul Baia Sprie       | 2       | 1969–70, 1995–96                                              |
| Gloria Baia Mare         | 2       | 1972–73, 2002–03                                              |
| Spicul Mocira            | 2       | 2007–08, 2009–10                                              |
| Minaur Baia Mare         | 2       | 2012–13, 2017–18                                              |
| Chimistul Baia Mare      | 1       | 1968–69                                                       |
| Minerul Cavnic           | 1       | 1970–71                                                       |
| Recolta Rozavlea         | 1       | 1984–85                                                       |
| Cuprom Baia Mare         | 1       | 1986–87                                                       |
| Viitorul Ocna Șugatag    | 1       | 1991–92                                                       |
| Avântul Bârsana          | 1       | 1992–93                                                       |
| Viitorul Darcadia Coltău | 1       | 1993–94                                                       |
| Plastunion Satulung      | 1       | 2001–02                                                       |
| FC Suciu de Sus          | 1       | 2003–04                                                       |
| CSM Sighetu Marmației II | 1       | 2005–06                                                       |
| Plimob Sighetu Marmației | 1       | 2011–12                                                       |